# США на зимних Олимпийских играх 1994
США принимали участие в зимних Олимпийских играх 1994 года и завоевали шесть золотых, пять серебряных и две бронзовых медали.

## Медалисты
| Медаль  | Спортсмен                                                | Вид спорта         | Дисциплина                 |
| ------- | -------------------------------------------------------- | ------------------ | -------------------------- |
| Золото  | Томми Мо                                                 | Горнолыжный спорт  | Мужчины, скоростной спуск  |
| Золото  | Дайанн Рофф                                              | Горнолыжный спорт  | Женщины, супергигант       |
| Золото  | Кэти Тёрнер                                              | Шорт-трек          | Женщины, 500 м             |
| Золото  | Дэн Дженсен                                              | Конькобежный спорт | Мужчины, 1000 м            |
| Золото  | Бонни Блэр                                               | Конькобежный спорт | Женщины, 500 м             |
| Золото  | Бонни Блэр                                               | Конькобежный спорт | Женщины, 1000 м            |
| Серебро | Томми Мо                                                 | Горнолыжный спорт  | Мужчины, супергигант       |
| Серебро | Пикабо Стрит                                             | Горнолыжный спорт  | Женщины, скоростной спуск  |
| Серебро | Нэнси Керриган                                           | Фигурное катание   | Женщины, одиночное катание |
| Серебро | Элизабет Макинтайр                                       | Фристайл           | Женщины, могул             |
| Серебро | Рэндолл Барц Джон Койл Эрик Флейм Эндрю Гэйбел           | Шорт-трек          | Мужчины, эстафета 5000 м   |
| Бронза  | Эми Петерсон                                             | Шорт-трек          | Женщины, 500 м             |
| Бронза  | Эми Петерсон Кэти Тёрнер Карен Кэшмэн Николь Зигельмейер | Шорт-трек          | Женщины, эстафета 3000 м   |